# 亞希哈-納庫姆-納蘭霍文化三角國家公園

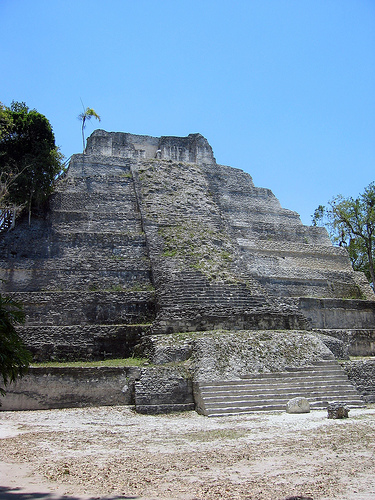

亞希哈-納庫姆-納蘭霍文化三角國家公園是危地馬拉的國家公園，位於該國北部貝登省，成立於2003年，面積372平方公里，該地區有濕地、森林、河流和潟湖等地貌。